# Белая Гора (Карачаево-Черкесия)
Бе́лая Гора́ — посёлок в Карачаевском районе Карачаево-Черкесской Республики Российской Федерации. Входит в состав муниципального образования «Хумаринское сельское поселение».

## География
Посёлок расположен в северной части Карачаевского района, на левом берегу реки Кубань. Находится 15 км к северу от районного центра Карачаевск и в 40 км к югу от города Черкесск.
Граничит с землями населённых пунктов: Хумара на юге, Кумыш на западе и Сары-Тюз на севере.

### Рельеф
Расположен в горной зоне республики. Рельеф в основном представляет собой расчленённую местность со множеством балок и с общим уклоном террасы с востока на запад. Средние высоты на территории посёлка составляют 774 метра над уровнем моря. Абсолютные превышают отметки в 1000 метров.

### Гидрографическая сеть
в основном представлена рекой Кубань.

### Уличная сеть
На территории посёлка зарегистрировано 5 улиц:

| Балочный          |
| Интернациональная |

| Мира      |
| Подгорная |

| Центральная |

### Климат
Климат влажный умеренный. Средняя годовая температура воздуха составляет +7,0°С. Наиболее холодный месяц — январь (среднемесячная температура −4,0°С), а наиболее тёплый — июль (среднемесячная температура +21,0°С). Заморозки начинаются в середине ноября и заканчиваются в середине апреля. Среднее количество осадков в год составляет около 800 мм в год. Основная их часть приходится на период с апреля по июнь.

## История
Возник в 1930-х годах как шахтерский посёлок треста «Орджуголь» при Хумаринском угольном бассейне. В 1938 году работало четыре шахты треста, ещё две находились в стадии строительства.
В 1972 году Указом Президиума ВС РСФСР посёлок шахты № 5/8 был переименовано в посёлок Белая Гора.

## Население
| 2002 | 2010 | 2021 |
| ---- | ---- | ---- |
| 151  | ↘124 | ↗204 |

Национальный состав
По данным Всероссийской переписи населения 2010 года:
| Народ      | Численность, чел. | Доля от всего населения, % |
| ---------- | ----------------- | -------------------------- |
| русские    | 41                | 33,1 %                     |
| черкесы    | 39                | 31,5 %                     |
| карачаевцы | 30                | 24,2 %                     |
| другие     | 14                | 11,2 %                     |
| всего      | 124               | 100 %                      |

## Инфраструктура
Основные объекты социальной инфраструктуры расположены в центре сельского поселения — ауле Хумара.

## Транспорт
Посёлок доступен автотранспортом.